# لبصاصلة (العثامنة التيرس)
لبصاصلة هو دُوَّار يقع بجماعة زيايدة، إقليم بنسليمان، جهة الدار البيضاء سطات في المملكة المغربية. ينتمي الدوّار لمشيخة العثامنة التيرس التي تضم 8 دواوير. يقدر عدد سكانه بـ 494 نسمة حسب الإحصاء الرسمي للسكان والسكنى لسنة 2004.

## روابط خارجية
- البوابة الوطنية للجماعات الترابية نسخة محفوظة 12 مارس 2018 على موقع واي باك مشين.
- المندوبية السامية للتخطيط